# Brampton—Georgetown
Pour les articles homonymes, voir Brampton et Georgetown.
Circonscription électorale fédérale du Canada
Brampton—Georgetown (brièvement connue sous le nom de Brampton—Halton Hills) fut une circonscription électorale fédérale de l'Ontario, représentée de 1979 à 1988.
La circonscription de Brampton—Halton Hills a été créée en 1976 avec des parties d'Halton, Mississauga et de Peel—Dufferin—Simcoe. Renommée Brampton—Georgetown en 1977, elle fut abolie en 1987 et redistribuée parmi Brampton et Halton—Peel.

## Géographie
En 1976, la circonscription de Brampton—Halton Hills comprenait:
- Une partie de la municipalité régionale de Halton
- La cité de Brampton dans la municipalité régionale de Peel

## Députés
| Législature                                                                 | Années    | Député | Député        | Parti                     |
| --------------------------------------------------------------------------- | --------- | ------ | ------------- | ------------------------- |
| Brampton—Georgetown issue de Halton, Mississauga et de Peel—Dufferin—Simcoe |           |        |               |                           |
| 31e                                                                         | 1979–1980 |        | John McDermid | Progressiste-conservateur |
| 32e                                                                         | 1980–1984 |        | John McDermid | Progressiste-conservateur |
| 33e                                                                         | 1984–1988 |        | John McDermid | Progressiste-conservateur |
| Redistribuée parmi Brampton et Halton—Peel                                  |           |        |               |                           |